# إوسران (آيت لوضا)
إوسران هو دُوَّار يقع بجماعة تقي، عمالة أكادير إدا وتنان، جهة سوس ماسة في المملكة المغربية. ينتمي الدوّار لمشيخة آيت لوضا التي تضم 6 دواوير. يقدر عدد سكانه بـ 165 نسمة حسب الإحصاء الرسمي للسكان والسكنى لسنة 2004.

## روابط خارجية
- البوابة الوطنية للجماعات الترابية
- المندوبية السامية للتخطيط